# 우디 고차일드
우디 고차일드(Woodie Gochild, 본명: 곽우재, 1996년 4월 2일 ~ )는 대한민국의 래퍼이다.

## 음반 목록
- 2017년 12월 5일 싱글 - 레츠기릿 (Let's Get It)
- 2018년 1월 12일 싱글 - Muse
- 2018년 8월 15일 싱글 - Roll Cake (Feat. ZENE THE ZILLA) (Prod. SLO)
- 2018년 8월 24일 EP - #GOCHILD
- 2019년 5월 28일 싱글 - 백조의 호수 (Prod. SLO)
- 2019년 7월 12일 싱글 - YA-TA
- 2021년 6월 19일- 새는 어디에나, Jackson

## 출연작
Show Me The Money 6에 참가하여 1차는 도끼한테 목걸이를 받고 2차에서는 ALL PASS를 받고 통과했으며 3차에서 소현성을 꺾고 싸이퍼미션까지 4위를 하여 무난하게 통과하였다. 팀 선택때 도박팀에 먼저 선택을 받았다. 그리고 음원미션에서 좋은 모습을 보여주어 통과하였다. 디스 배틀에서 도박팀이 패배하였으나 같은 팀의 네스가 탈락하고 본선 1차까지 갔으나 자메즈가 마이크를 받으며 탈락하였다. 그 후 하이어 뮤직에 영입되었다. 그리고 다시 Show Me The Money 8에 같은 크루인 제네 더 질라와 함께 출연하였다.1차 에서는 버벌진트에게 목걸이를 받고 통과했으며 키드밀리한테 재심사를 받으며 목걸이 2개로 1차를 통과하였다. 하지만 2차 에서는 부진한 모습을 보여주며 6PASS를 받고 통과하였다. 이때 패스를 준 사람은 버벌진트와 밀릭, 보이콜드, 매드클라운, 비와이, 키드밀리이다. 하지만 3차에서는 더 부진한 모습을 보여주었다. 통과 하였지만 좋은 모습을 보여준 지조가 탈락하여 더욱 논란이 되고있다. 하지만 크루 대항전때 좋은 모습을 재평가를 받았다. 그리고 음원미션에서도 좋은 모습을 보여주여 통과했다. 하지만 디스 배틀때 좋은 모습을 보여주지 못하여 다시 비난을 받게 됐지만 역시 통과했다. 그리고 크루 리벤지 배틀때 좋은 모습을 보여주어 다시 재평가를 받았으나 타쿠와한테 져서 탈락. 그후 사인히어에 출연하여 롤리팝이라는 곡으로 좋은 모습을 보여주어 다시 재평가를 받게 되었다.

## 방송 출연
- 《쇼미더머니 6》(Top 14)
- 《쇼미더머니 8》(Top 16 (11위))